# La opinión de Amy
La opinión de Amy (Amy's View en su título original) es una obra de teatro en cuatro actos del dramaturgo británico David Hare, estrenada en 1997.

## Argumento
La obra se desarrolla a lo largo de dieciséis años, entre 1979 y 1995, y refleja los difíciles equilibrios familiares de la joven Amy Thomas, casada con Dominic Tyghe, para disgusto de la madre de ella, Esme Allen, una actriz de teatro, a su vez en relación con su vecino Frank. Completa el conjunto Evelyn, la abuela paterna de Amy. El tiempo termina dando la razón a Esme, y en el último acto se revela que Dominic había abandonado a Amy, que finalmente fallece.

## Representaciones destacadas
- Royal National Theatre, Londres, 13 de junio de 1997. Estreno.
  - Dirección: Richard Eyre.
  - Intérpretes: Judi Dench (Esme), Samantha Bond (Amy), Eoin McCarthy (Dominic), Ronald Pickup (Frank), Joyce Redman (Evelyn), Christopher Staines (Toby).

- Teatro Fígaro, Madrid, 1998.[1]
  - Dirección: Ángel García Moreno.
  - Intérpretes: Amparo Baró (Maggie), Fernando Delgado, Ángeles Martín (Amy), Elvira Travesí (abuela), Miguel Pérez Meca (Robin), Miguel Such.

- Garrick Theatre, Londres, 2006.
  - Dirección: Peter Hall.
  - Intérpretes: Felicity Kendal (Esme), Jenna Russell (Amy), Ryan Kiggell (Dominic), Gawn Grainger (Frank), Antonia Pemberton (Evelyn), Geoff Breton (Toby).